# Championnat d'Europe du kilomètre contre-la-montre féminin
Le Championnat d'Europe de kilomètre contre-la-montre féminin est le championnat d'Europe de kilomètre contre-la-montre organisé annuellement par l'Union européenne de cyclisme dans le cadre des championnats d'Europe de cyclisme sur piste élites. Cette épreuve remplace celle du 500 mètres à partir de 2025.

## Palmarès
| Année | Or                | Argent          | Bronze          |
| ----- | ----------------- | --------------- | --------------- |
| 2025  | Hetty van de Wouw | Martina Fidanza | Clara Schneider |

## Tableau des médailles
| Rang  | Nation    | Or | Argent | Bronze | Total |
| ----- | --------- | -- | ------ | ------ | ----- |
| 1     | Pays-Bas  | 1  | 0      | 0      | 1     |
| 2     | Italie    | 0  | 1      | 0      | 1     |
| 3     | Allemagne | 0  | 0      | 1      | 1     |
| Total | Total     | 1  | 1      | 1      | 3     |